# Az MTK Hungária FC 2003–2004-es szezonja
Az MTK Hungária FC 2003–2004-es szezonja szócikk az MTK Hungária FC első számú férfi labdarúgócsapatának egy szezonjáról szól, mely összességében a 95. idénye volt a csapatnak a magyar első osztályban. A klub fennállásának ekkor volt a 115. évfordulója.

## Mérkőzések
| Színmagyarázat | Színmagyarázat |
| -------------- | -------------- |
|                | Győzelem.      |
|                | Döntetlen.     |
|                | Vereség.       |

### Bajnokok Ligája
2. selejtezőkör
| 2003. július 30. |

| MTK Hungária                            | 3 – 1   | Helsingin                           |
| --------------------------------------- | ------- | ----------------------------------- |
| Carlos 38' 42' Rednic 90+2' Komlósi 27' | (2 – 0) | Kottila 53' Jensen 40' Hakanpää 75' |

| Hidegkuti Nándor Stadion, Budapest Nézőszám: 3 000 Játékvezető: Darko Čeferin (szlovén) |

| 2003. augusztus 6. |

| Helsingin             | 1 – 0   | MTK Hungária                 |
| --------------------- | ------- | ---------------------------- |
| Mäkelä 64' Kallio 45' | (0 – 0) | Komlósi 32' Jezdimirović 40' |

| Finnair Stadion, Helsinki Nézőszám: 2 800 Játékvezető: Delević (szerb) |

3. selejtezőkör
| 2003. augusztus 13. |

| MTK Hungária           | 0 – 4   | Celtic                                         |
| ---------------------- | ------- | ---------------------------------------------- |
| Molnár 35' Pusztai 90' | (0 – 2) | Larsson 17' Agathe 36' Petrov 70' Sutton 90+1' |

| Puskás Ferenc Stadion, Budapest Nézőszám: 5 000 Játékvezető: Kim Milton Nielsen (dán) |

| 2003. augusztus 27. |

| Celtic     | 1 – 0   | MTK Hungária |
| ---------- | ------- | ------------ |
| Sutton 13' | (1 – 0) |              |

| Celtic Park, Glasgow Nézőszám: 41 720 Játékvezető: Wolfgang Stark (német) |

### UEFA-kupa
1. forduló
| 2003. szeptember 24. |

| Dinamo Zagreb                                                 | 3 – 1   | MTK Hungária            |
| ------------------------------------------------------------- | ------- | ----------------------- |
| Eduardo 37' Agić 48' 86' Sedloski 55' 39' Štrok 60' Drpić 86′ | (1 – 1) | Torghelle 3' Halmai 15' |

| Maksimir Stadion, Zágráb Nézőszám: 8 000 Játékvezető: Serge Gumienny (belga) |

| 2003. október 15. |

| MTK Hungária | 0 – 0   | Dinamo Zagreb |
| ------------ | ------- | ------------- |
| Füzi 31'     | (0 – 0) | Cesar 73'     |

| Hidegkuti Nándor Stadion, Budapest Nézőszám: 3 000 Játékvezető: Haugen (izlandi) |

### Arany Ászok Liga 2003–04

#### Őszi fordulók
| 1. forduló 2003. július 25. |

| MTK Hungária                    | 2 – 1   | FC Sopron                         |
| ------------------------------- | ------- | --------------------------------- |
| Szabó 59' Carlos 77' Molnár 38' | (0 – 1) | Sifter 22' Horváth 40′ Bagoly 78' |

| Hidegkuti Nándor Stadion, Budapest Nézőszám: 2 500 Játékvezető: Megyebíró János (magyar) |

| 2. forduló 2003. augusztus 2. |

| Zalaegerszegi TE               | 1 – 3   | MTK Hungária                                      |
| ------------------------------ | ------- | ------------------------------------------------- |
| Kenesei 89' Gyánó 11' Král 12' | (0 – 1) | Czvitkovics 33' Carlos 54' Lengyel 72' Juhász 47' |

| ZTE Aréna, Zalaegerszeg Nézőszám: 5 500 Játékvezető: Makai János (magyar) |

| 3. forduló 2003. augusztus 9. |

| MTK Hungária                          | 1 – 2   | Pécsi MFC              |
| ------------------------------------- | ------- | ---------------------- |
| Szabó 9' 82' Torghelle 76' Pandur 78' | (1 – 0) | Pest 56' 70' Berdó 14' |

| Hidegkuti Nándor Stadion, Budapest Nézőszám: 2 500 Játékvezető: Fábián Mihály (magyar) |

| 4. forduló 2003. augusztus 23. |

| Ferencváros                                                  | 2 – 1               | MTK Hungária                                     |
| ------------------------------------------------------------ | ------------------- | ------------------------------------------------ |
| Sasu 31' Gera 62' (11-esből) Leandro 21' Rósa 29' Zováth 85' | (1 – 1) Jegyzőkönyv | Torghelle 43' Halmai 20' Pusztai 36' Komlósi 58' |

| Üllői út, Budapest Nézőszám: zárt kapus Játékvezető: Bede Ferenc (magyar) |

| 5. forduló 2003. augusztus 31. |

| MTK Hungária                                                        | 4 – 1   | Győri ETO                             |
| ------------------------------------------------------------------- | ------- | ------------------------------------- |
| Torghelle 18' Carlos 21' Illés 59' Jezdimirović 85' Czvitkovics 41' | (2 – 1) | Nyicsenko 34' Horváth 19' Regedei 53′ |

| Hidegkuti Nándor Stadion, Budapest Nézőszám: 1 000 Játékvezető: Szabó Zsolt (magyar) |

| 6. forduló 2003. szeptember 13. |

| Haladás                               | 1 – 1   | MTK Hungária                           |
| ------------------------------------- | ------- | -------------------------------------- |
| Tüske 65' Farkas A. 69' Farkas V. 80' | (0 – 0) | Carlos 52' Jezdimirović 28' Molnár 35' |

| Rohonci úti stadion, Szombathely Nézőszám: 2 500 Játékvezető: Ábrahám Attila (magyar) |

| 7. forduló 2003. szeptember 20. |

| MTK Hungária                               | 1 – 0   | BFC Siófok                                             |
| ------------------------------------------ | ------- | ------------------------------------------------------ |
| Czvitkovics 72' Halmai 41′, 85′ Molnár 49' | (0 – 0) | Mészáros 11' Sitku 13' Usvat 57' Kovács 70' Sallai 90' |

| Hidegkuti Nándor Stadion, Budapest Nézőszám: 2 000 Játékvezető: Hanacsek Attila (magyar) |

| 8. forduló 2003. szeptember 28. |

| Videoton                              | 1 – 1   | MTK Hungária                       |
| ------------------------------------- | ------- | ---------------------------------- |
| Medveď 61' Hercegfalvi 60' Koller 76' | (0 – 0) | Zabos 58' Carlos 72' Torghelle 76' |

| Sóstói Stadion, Székesfehérvár Nézőszám: 4 000 Játékvezető: Megyebíró János (magyar) |

| 9. forduló 2003. október 3. |

| MTK Hungária             | 2 – 0   | Előre FC Békéscsaba |
| ------------------------ | ------- | ------------------- |
| Torghelle 45' Halmai 54' | (1 – 0) | Udvari 33'          |

| Hidegkuti Nándor Stadion, Budapest Nézőszám: 1 500 Játékvezető: Szarka Zoltán (magyar) |

| 10. forduló 2003. október 19. 18:00 |

| MTK Hungária                                                              | 2 – 0               | Debreceni VSC       |
| ------------------------------------------------------------------------- | ------------------- | ------------------- |
| Torghelle 11' 56' Molnár 67' Komlósi 20' Szabó 30' Zavadszky 68' Füzi 75' | (1 – 0) Jegyzőkönyv | Sándor 51′ Kiss 69' |

| Hidegkuti Nándor Stadion, Budapest Nézőszám: 1 500 Játékvezető: Hanacsek Attila (magyar) |

| 11. forduló 2003. október 25. |

| Újpest                               | 1 – 1   | MTK Hungária                          |
| ------------------------------------ | ------- | ------------------------------------- |
| Simek 26' 34' Rajczi 65' Szélesi 67' | (1 – 0) | Illés 79' Jezdimirović 58' Pisont 71' |

| Megyeri út, Budapest Nézőszám: 2 536 Játékvezető: Szabó Zsolt (magyar) |

| 12. forduló 2003. november 2. |

| FC Sopron            | 2 – 1   | MTK Hungária         |
| -------------------- | ------- | -------------------- |
| Pető 9' Sira 45' 76' | (2 – 0) | Illés 51' Juhász 84' |

| Káposztás utcai Stadion, Sopron Nézőszám: 3 200 Játékvezető: Bede Ferenc (magyar) |

| 13. forduló 2003. november 8. |

| MTK Hungária                 | 2 – 0   | Zalaegerszegi TE |
| ---------------------------- | ------- | ---------------- |
| Torghelle 17' 80' Molnár 66' | (1 – 0) |                  |

| Hidegkuti Nándor Stadion, Budapest Nézőszám: 1 200 Játékvezető: Dubraviczky Attila (magyar) |

| 14. forduló 2003. november 15. |

| Pécsi MFC                     | 1 – 1   | MTK Hungária                                       |
| ----------------------------- | ------- | -------------------------------------------------- |
| Horváth Gy. 76' Pavičević 68' | (0 – 0) | Torghelle 74' 80′ Szabó 52' Zavadszky 65' Füzi 81' |

| PMFC Stadion, Pécs Nézőszám: 3 500 Játékvezető: Makai János (magyar) |

| 15. forduló 2003. november 22. |

| MTK Hungária    | 1 – 1               | Ferencváros  |
| --------------- | ------------------- | ------------ |
| Pusztai 19' 24' | (1 – 0) Jegyzőkönyv | Dragóner 66' |

| Hidegkuti Nándor Stadion, Budapest Nézőszám: 4 500 Játékvezető: Ábrahám Attila (magyar) |

| 16. forduló 2003. november 29. |

| Győri ETO       | 1 – 1   | MTK Hungária    |
| --------------- | ------- | --------------- |
| Miriuţă 79' 45' | (0 – 0) | Czvitkovics 57' |

| Rába ETO Stadion, Győr Nézőszám: 2 500 Játékvezető: Juhos Attila (magyar) |

#### Tavaszi fordulók
| 17. forduló 2004. március 6. |

| MTK Hungária               | 2 – 0   | Haladás                   |
| -------------------------- | ------- | ------------------------- |
| Lengyel 53' 86' Pusztai 9' | (0 – 0) | Kaj 3' Tóth 42' Nélio 84' |

| Hidegkuti Nándor Stadion, Budapest Nézőszám: 830 Játékvezető: Ábrahám Attila (magyar) |

| 18. forduló 2004. március 14. |

| BFC Siófok           | 0 – 2   | MTK Hungária                                              |
| -------------------- | ------- | --------------------------------------------------------- |
| László 43' Virág 63' | (0 – 0) | Pisont 76' Rednic 90+4' Janjić 44' Komlósi 83' Carlos 90' |

| Révész Géza utcai stadion, Siófok Nézőszám: 2 000 Játékvezető: Szarka Zoltán (magyar) |

| 19. forduló 2004. március 20. |

| MTK Hungária                                                    | 2 – 2   | Videoton                                |
| --------------------------------------------------------------- | ------- | --------------------------------------- |
| Carlos 17' Torghelle 43' 71' Janjić 23' Pusztai 27' Komlósi 69' | (2 – 1) | Hercegfalvi 5' 54' Koller 57' Fehér 89' |

| Hidegkuti Nándor Stadion, Budapest Nézőszám: 1 360 Játékvezető: Fábián Mihály (magyar) |

| 20. forduló 2004. március 27. |

| Előre FC Békéscsaba  | 1 – 2   | MTK Hungária                |
| -------------------- | ------- | --------------------------- |
| Tóth 6' Hoffmann 90' | (1 – 1) | Zabos 43' Torghelle 47' 24' |

| Kórház utcai stadion, Békéscsaba Nézőszám: 2 000 Játékvezető: Ábrahám Attila (magyar) |

| 21. forduló 2004. április 3. 16:30 |

| Debreceni VSC                                  | 2 – 2               | MTK Hungária                                                        |
| ---------------------------------------------- | ------------------- | ------------------------------------------------------------------- |
| Bogdanović 21' Éger 55' (11-esből) Halmosi 79' | (1 – 2) Jegyzőkönyv | Carlos 18' Juhász 44' Janjić 17' Füzi 41' Komlósi 55' Torghelle 62' |

| Oláh Gábor utcai stadion, Debrecen Nézőszám: 6 000 Játékvezető: Dubraviczky Attila (magyar) |

| 22. forduló 2004. április 7. |

| MTK Hungária | 0 – 1   | Újpest                       |
| ------------ | ------- | ---------------------------- |
| Pusztai 30'  | (0 – 1) | Bükszegi 17' Tamási 22′, 84′ |

| Hidegkuti Nándor Stadion, Budapest Nézőszám: 2 000 Játékvezető: Bede Ferenc (magyar) |

| 23. forduló (rájátszás) 2004. április 10. |

| BFC Siófok           | 0 – 0   | MTK Hungária |
| -------------------- | ------- | ------------ |
| Kovács 31' Virág 81' | (0 – 0) | Pusztai 28'  |

| Révész Géza utcai stadion, Siófok Nézőszám: 1 000 Játékvezető: Megyebíró János (magyar) |

| 24. forduló (rájátszás) 2004. április 18. |

| MTK Hungária                                              | 1 – 0               | Ferencváros                                  |
| --------------------------------------------------------- | ------------------- | -------------------------------------------- |
| Pisont 69' Torghelle 19′, 90′ Jezdimirović 62' Janjić 66' | (0 – 0) Jegyzőkönyv | Bognár 54′ Dragóner 78' Vukmir 85′ Botis 87′ |

| Hidegkuti Nándor Stadion, Budapest Nézőszám: 4 000 Játékvezető: Juhos Attila (magyar) |

| 25. forduló (rájátszás) 2004. április 21. 19:00 |

| Debreceni VSC                 | 2 – 2               | MTK Hungária           |
| ----------------------------- | ------------------- | ---------------------- |
| Zabos 55' (öngól) Andorka 78' | (0 – 1) Jegyzőkönyv | Zabos 16' Juhász 90+2' |

| Oláh Gábor utcai stadion, Debrecen Nézőszám: 7 000 Játékvezető: Kassai Viktor (magyar) |

| 26. forduló (rájátszás) 2004. május 1. |

| MTK Hungária        | 1 – 2   | FC Sopron                     |
| ------------------- | ------- | ----------------------------- |
| Füzi 28' Juhász 67' | (1 – 1) | Huszti 5' Tóth 90+1' Sira 54' |

| Hidegkuti Nándor Stadion, Budapest Nézőszám: 1 000 Játékvezető: Arany Tamás (magyar) |

| 27. forduló (rájátszás) 2004. május 8. |

| Újpest                                                                  | 5 – 1   | MTK Hungária                                      |
| ----------------------------------------------------------------------- | ------- | ------------------------------------------------- |
| Bükszegi 5' Tóth 35' Rajczi 52' 58' Simek 65' 65' Feczesin 17' Erős 68' | (2 – 0) | Czvitkovics 64' Janjić 27' Torghelle 27' Elek 85' |

| Megyeri út, Budapest Nézőszám: 3 600 Játékvezető: Szabó Zsolt (magyar) |

| 28. forduló (rájátszás) 2004. május 12. |

| MTK Hungária                                     | 0 – 2   | BFC Siófok                           |
| ------------------------------------------------ | ------- | ------------------------------------ |
| Janjić 6′, 9′ Füzi 10' Pusztai 46' Torghelle 69' | (0 – 2) | Kuttor 6' Kovács 35' 12' Hegedűs 86' |

| Hidegkuti Nándor Stadion, Budapest Nézőszám: 500 Játékvezető: Hanacsek Attila (magyar) |

| 29. forduló (rájátszás) 2004. május 16. |

| Ferencváros             | 2 – 0               | MTK Hungária |
| ----------------------- | ------------------- | ------------ |
| Gera 4' 62' Sowunmi 46' | (1 – 0) Jegyzőkönyv | Pusztai 65'  |

| Üllői út, Budapest Nézőszám: 5 750 Játékvezető: Szarka Zoltán (magyar) |

| 30. forduló (rájátszás) 2004. május 19. 19:00 |

| MTK Hungária        | 0 – 1               | Debreceni VSC                  |
| ------------------- | ------------------- | ------------------------------ |
| Füzi 45' Juhász 89' | (0 – 0) Jegyzőkönyv | Bajzát 69' Vincze 42' Éger 65' |

| Hidegkuti Nándor Stadion, Budapest Nézőszám: 1 000 Játékvezető: Fábián Mihály (magyar) |

| 31. forduló (rájátszás) 2004. május 22. |

| FC Sopron                                                       | 4 – 1   | MTK Hungária                                          |
| --------------------------------------------------------------- | ------- | ----------------------------------------------------- |
| Tóth 21' Sifter 28' Bagoly 55' Balaskó 63' Fehér 77' Pintér 86' | (2 – 1) | Szabó 37' Juhász 53' Jezdimirović 55' Carlos 77′, 81′ |

| Káposztás utcai Stadion, Sopron Nézőszám: 3 800 Játékvezető: Ábrahám Attila (magyar) |

| 32. forduló (rájátszás) 2004. május 27. |

| MTK Hungária                     | 1 – 1   | Újpest              |
| -------------------------------- | ------- | ------------------- |
| Szabó 56' Rednic 32' Pusztai 36' | (0 – 0) | Simek 77' Cseri 86' |

| Puskás Ferenc Stadion, Budapest Nézőszám: 8 000 Játékvezető: Tamovic |

#### Végeredmény (Felsőház)
| # | Csapat          | J  | Gy | D  | V  | Rg | Kg | Gk  | P  | Megjegyzés                              |
| - | --------------- | -- | -- | -- | -- | -- | -- | --- | -- | --------------------------------------- |
| 1 | Ferencvárosi TC | 32 | 16 | 9  | 7  | 44 | 30 | +14 | 57 | Bajnok, 2004-2005-ös BL 2. selejtezőkör |
| 2 | Újpest FC       | 32 | 15 | 11 | 6  | 48 | 29 | +19 | 56 | 2004–2005-ös UEFA-kupa 2. selejtezőkör  |
| 3 | Debreceni VSC   | 32 | 16 | 8  | 8  | 51 | 32 | +19 | 56 | 2004-es Intertotó-kupa                  |
| 4 | BFC Siófok      | 32 | 14 | 8  | 10 | 34 | 24 | +10 | 50 |                                         |
| 5 | Matáv Sopron    | 32 | 13 | 9  | 10 | 53 | 42 | +11 | 48 | 2004-es Intertotó-kupa                  |
| 6 | MTK Budapest    | 32 | 11 | 11 | 10 | 42 | 40 | +2  | 44 |                                         |

#### Eredmények összesítése
Az alábbi táblázatban összesítve szerepelnek az MTK Hungária FC 2003/04-es bajnokságban elért eredményei.
| Ősz/tavasz (forduló)    | Otthon | Otthon | Otthon | Otthon | Otthon | Otthon | Otthon | Idegenben | Idegenben | Idegenben | Idegenben | Idegenben | Idegenben | Idegenben |
| Ősz/tavasz (forduló)    | M      | GY     | D      | V      | LG–KG  | GK     | P      | M         | GY        | D         | V         | LG–KG     | GK        | P         |
| ----------------------- | ------ | ------ | ------ | ------ | ------ | ------ | ------ | --------- | --------- | --------- | --------- | --------- | --------- | --------- |
| Őszi szezon (1–16.)     | 8      | 6      | 1      | 1      | 15–5   | +10    | 19     | 8         | 1         | 5         | 2         | 10–10     | 0         | 8         |
| Tavaszi szezon (17–32.) | 8      | 2      | 2      | 4      | 7–9    | –2     | 8      | 8         | 2         | 3         | 3         | 10–16     | –6        | 9         |
| Összesen (1–32.)        | 16     | 8      | 3      | 5      | 22–14  | +8     | 27     | 16        | 3         | 8         | 5         | 20–26     | –6        | 17        |

### Szuperkupa
| 2003. július 19. 20:15 |

| MTK Hungária                                               | 2 – 0             | Ferencváros                     |
| ---------------------------------------------------------- | ----------------- | ------------------------------- |
| Torghelle 30' Czvitkovics 52' Jezdimirović 32' Komlósi 76' | (1 – 0) Részletek | Kapič 29' Lipcsei 76' Jović 83' |

| Puskás Ferenc Stadion, Budapest Nézőszám: 3 000 Játékvezető: Ábrahám Attila (magyar) |

### Magyar kupa
Nyolcaddöntő
| 2003. október 29. |

| MTK Hungária                                   | 1 – 2               | Ferencváros                                                |
| ---------------------------------------------- | ------------------- | ---------------------------------------------------------- |
| Czvitkovics 60' Torghelle 50' Pusztai 59′, 77′ | (0 – 0) Jegyzőkönyv | Kriston 64' Gera 74' 37' Leandro 18' Kiss 23' Dragóner 38' |

| Hidegkuti Nándor Stadion, Budapest Nézőszám: 3 000 Játékvezető: Megyebíró János (magyar) |

## Külső hivatkozások
- Az MTK Budapest FC hivatalos honlapja